# التغييرات (ألبوم جاستن بيبر)
تشينجز (بالإنجليزية: Changes)‏ (بالعربية: التغييرات) هو خامس ألبوم إستديو للمغني الكندي جاستن بيبر. تم إصداره في 14 فبراير 2020، بواسطة ديف جام وآر بي إم جي بعد ألبومه الرابع بيربوس (2015). يتضمن الألبوم كويفو، وبوست مالون، وكليفر، وليل ديكي، وترافيس سكوت، وكيلاني، وسومر ووكر، وتم إنتاجه بواسطة آدم ميسينجر، وذا آوديبلز، وبوي-1دا، وهارف، ونصري، وجفال ماغي، وبوو بيير، وساشا سيروتا، وتايني وفينيلز. وهو ألبوم آر أند بي، مع تأثيرات من إلكترو-آر أند بي، وبوب وتراب.
تم إصدار أغنيتان منفردتان من تشينجز: «يامي» التي تم إصدارها كأغنية منفردة قيادية في 3 يناير 2020، والتي أحتلت المرتبة الثانية في بيلبورد هوت 100. «آنتينشنز» مع كويفو من فريق الهيب هوب ميغوس، والتي تم إصدارها كثاني أغنية منفردة في 7 فبراير 2020. في 28 يناير 2020، تم إصدار «غيت مي» مع المغنية الأمريكية كيلاني كأغنية منفردة ترويجية. تم إصدار «فوريفر» مع الرابرز الأمريكيان بوست مالون وكليفر كثالث أغنية منفردة بجانب الألبوم.
من أجل الترويج الإضافي للألبوم، أصدر بيبر فيلم وثائقي تلفزيوني مكون من 10 حلقات، جاستن بيبر: سيزونز الذي بدأ إطلاقه في 27 يناير 2020. تم وصف المسلسل بأنه نظرة متعمقة علي عملية إبداعه الموسيقي. في 8 فبراير 2020، أدي بيبر أول أداء له في ساترداي نايت لايف منذ 7 سنوات. كما أن تشينجز سيتم دعمه بواسطة تشينجز تور.
أحتل الألبوم رقم واحد علي مجله بيلبورد 200 ليصبح بيبر اصغر مغني فتاريخ لديه 7 ألبومات أحتلو رقم 1 متجاوزا إلفيس بريسلي.

## وصلات خارجية
- تشينجز على موقع ميتاكريتيك (الإنجليزية)
- تشينجز على موقع أول موفي (الإنجليزية)